# Chorthippus brevipterus
Chorthippus brevipterus är en insektsart som beskrevs av Yin, X.-c. 1984. Chorthippus brevipterus ingår i släktet Chorthippus och familjen gräshoppor. Inga underarter finns listade i Catalogue of Life.